# Leppäkoski hytta
Leppäkoski hytta var en hytta, belägen vid forsen Leppäkoski i Vittangiälven, där kopparmalm från den närbelägna Pahtavaaragruvan förädlades 1650–1682.
Platsen är idag öde. Förutom rester efter hyttan där malmen smältes finns där rester efter de kolmilor där kolen producerades, ett kolupplag, ugnar där malmen rostades samt överväxta högar med malm, kvartsit och slagg. I gruvområdet, som ligger ungefär en kilometer söder om hyttan, finns varphögar och husgrunder.
Leppäkoski hytta hörde samman med Torneverken, det vill säga med Kengis bruk i Pajala.